# سكوت بيكر (مدرب كيرلنغ)
سكوت بيكر (بالإنجليزية: Scott Becker)‏ هو لاعب كرلنغ نيوزيلندي، ولد في 24 نوفمبر 1984 في أوتاغو في نيوزيلندا.

## وصلات خارجية
- سكوت بيكر على موقع الاتحاد الدولي للكرلنغ (الإنجليزية)